# Wigginton (North Yorkshire)
Wigginton is een civil parish in het bestuurlijke gebied City of York, in het Engelse graafschap North Yorkshire met 3610 inwoners.